# 滚轴状高积云
滚轴状高积云（学名：Altocumulus volutus，缩写： Ac vol )，是高积云的一种，较为罕见。滚轴状高积云具有滚轴状云的特点：云体独立，水平分布，云身很长，呈管状，通常表现为绕其水平轴线滚动的状态。滚轴状高积云通常表现为一段独立的线条，少数情况下能从地平线的一端延伸至另一端。滚轴状高积云的分布范围比滚轴状层积云更高。这类云种是2017年修订版的国际云图引入的新云种之一。